# Mouda
Mouda es una ciudad censal situada en el distrito de Nagpur en el estado de Maharashtra (India). Su población es de 14606 habitantes (2011). Se encuentra a 36 km de Nagpur.

## Demografía
Según el censo de 2011 la población de Mouda era de 14606 habitantes, de los cuales 7564 eran hombres y 7042 eran mujeres. Mouda tiene una tasa media de alfabetización del 90,85%, superior a la media estatal del 82,34%: la alfabetización masculina es del 94,55%, y la alfabetización femenina del 85,83%.